# Aardbeving Kobe 1995

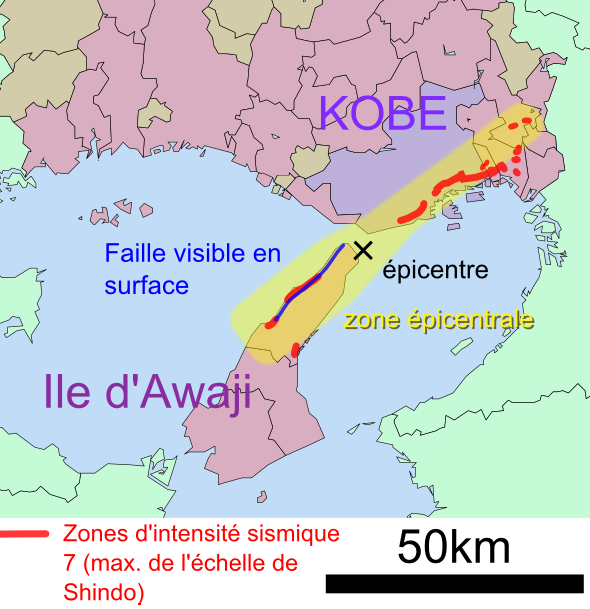
Epicentrum van de aardbeving samen met de zone van intense seismische activiteit

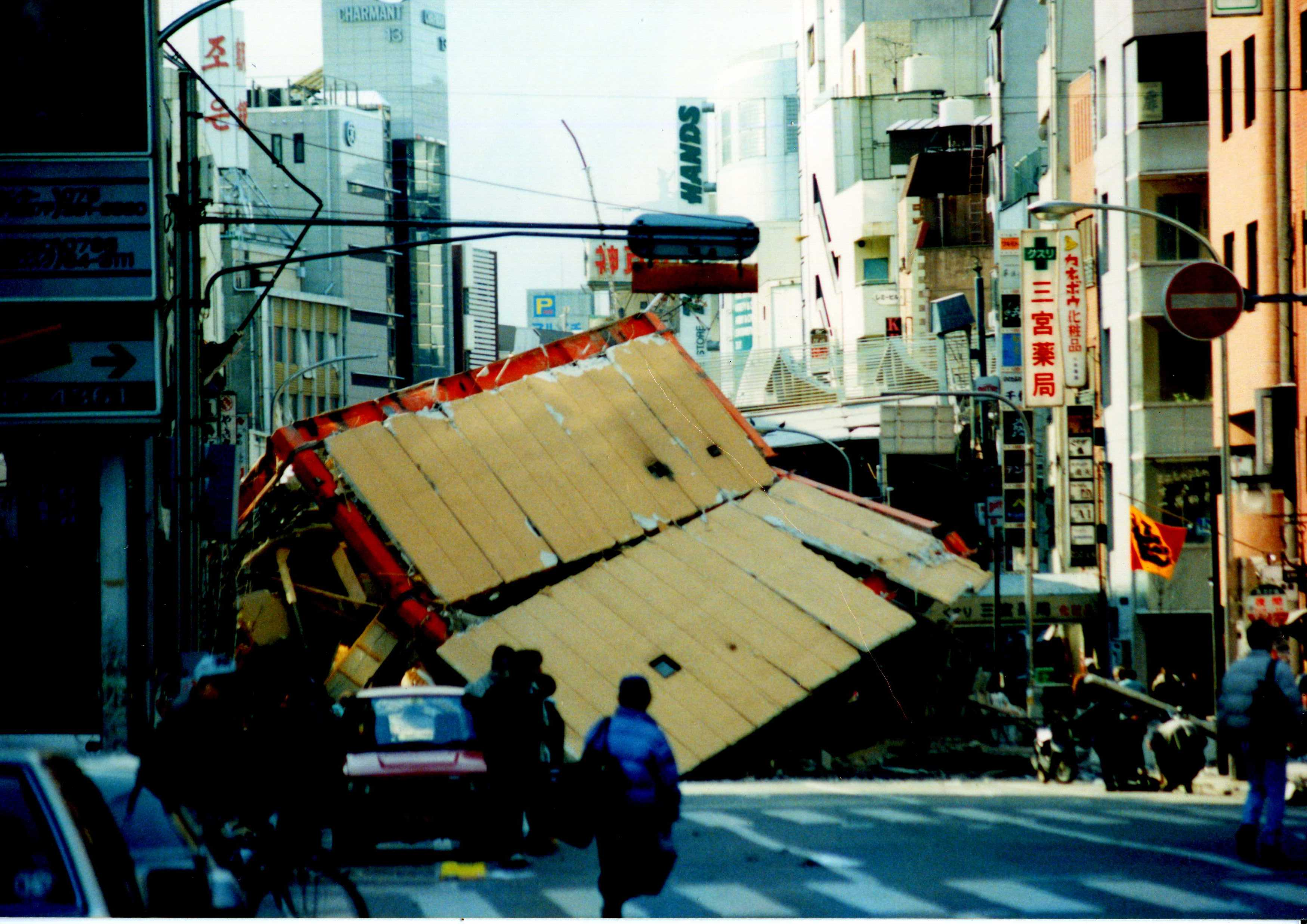
Een beeld van de schade in Kobe

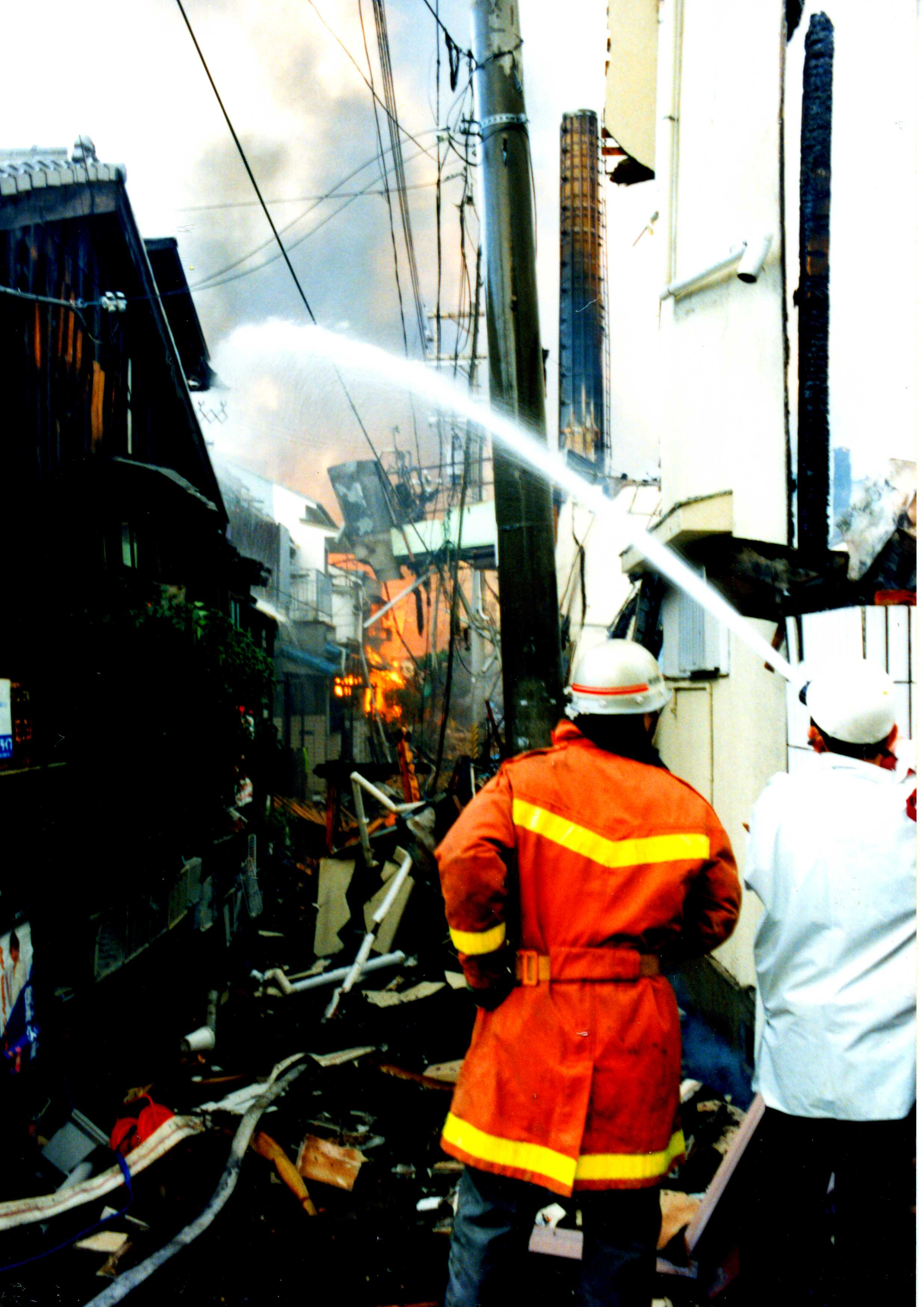
De brandweer blust enkele gebouwen

De aardbeving van Kobe, ook bekend als de Grote Hanshin-aardbeving, was een aardbeving die op 17 januari 1995 om 05:46 JST plaatsvond in het zuidelijke gedeelte van de prefectuur Hyogo, Japan. De aardbeving had een kracht van 6,8 op de momentmagnitudeschaal. en Mj 7,3 op de herziene JMA magnitude scale. De beving duurde ongeveer 20 seconden. Het hypocentrum van de aardbeving lag 22 kilometer onder het epicentrum, in het noorden van eiland Awaji, 20 kilometer van Kobe.
De aardbeving kostte aan ongeveer 6434 mensen het leven (schatting 22 december 2005). Ongeveer 4600 daarvan waren inwoners van Kobe. Van alle grote steden lag Kobe het dichtst bij het epicentrum.
De aardbeving was de ergste in Japan sinds de Kanto-aardbeving in 1923, die 140.000 levens eiste. De schade van de aardbeving van Kobe bedroeg ongeveer tien miljard yen, destijds 2,5% van het bruto binnenlands product van Japan.

## Seismische intensiteit
De aardbeving van Kobe was de eerste met een seismische intensiteit van meer dan 7 op de shindo magnitudeschaal van het Japans Meteorologisch Instituut. De activiteit was shindo 7 in de steden Hokudan, Ichinomiya, en Tsuna (het huidige Awaji), evenals de steden Kobe, Ashiya, Nishinomiya, en Takarazuka. seismische intensiteit was shindo 6 bij observatiepunten in de steden Sumoto (Awaji) en Kobe.
De aardbeving werd gevoeld door de gehele regio Kansai. De activiteit was shindo 5 in de steden Kyōto, Hikone (in de prefectuur Shiga), en Toyooka (in de prefectuur Hyōgo).

## Schade

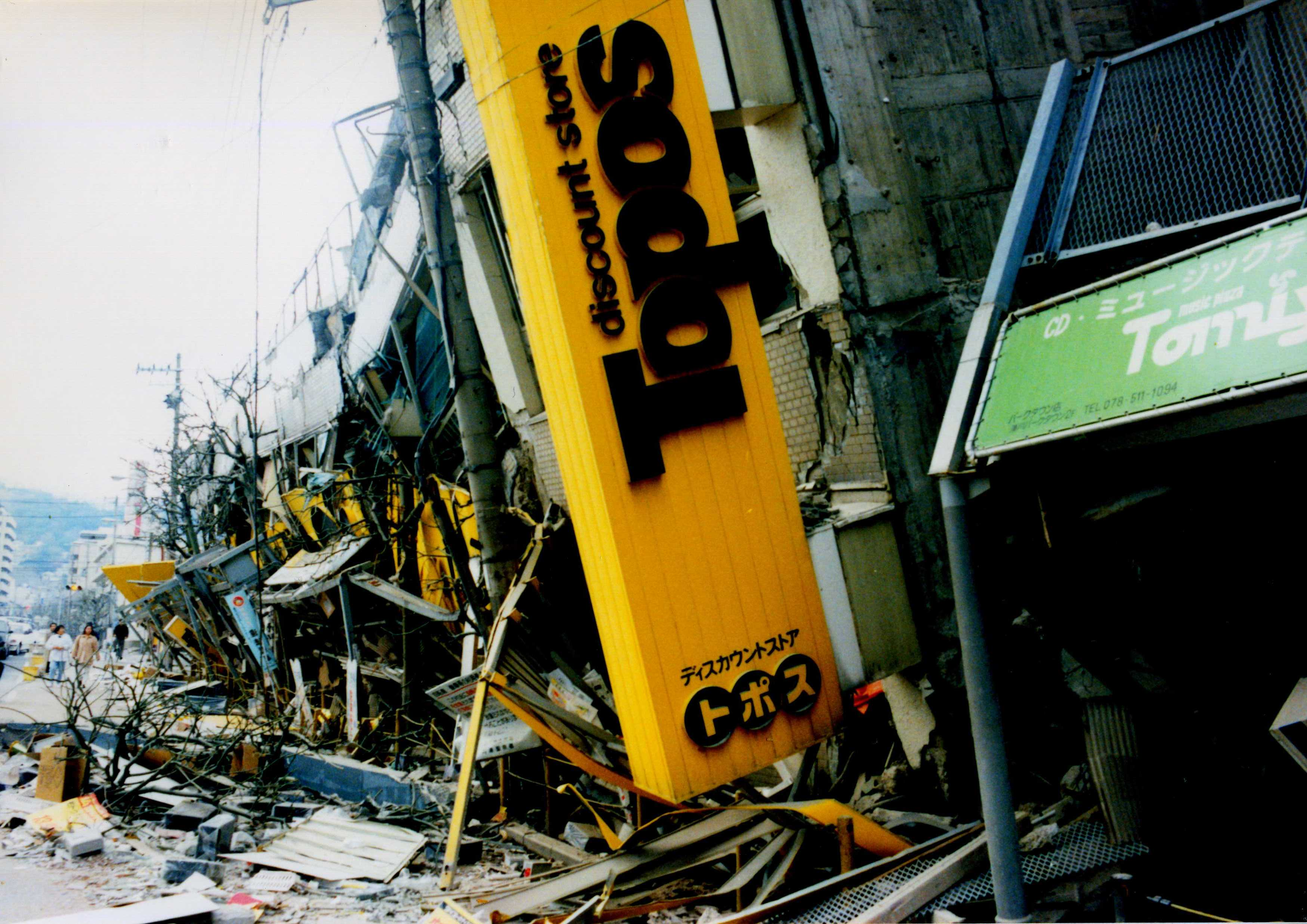
Schade in Minatogawa, Kobe

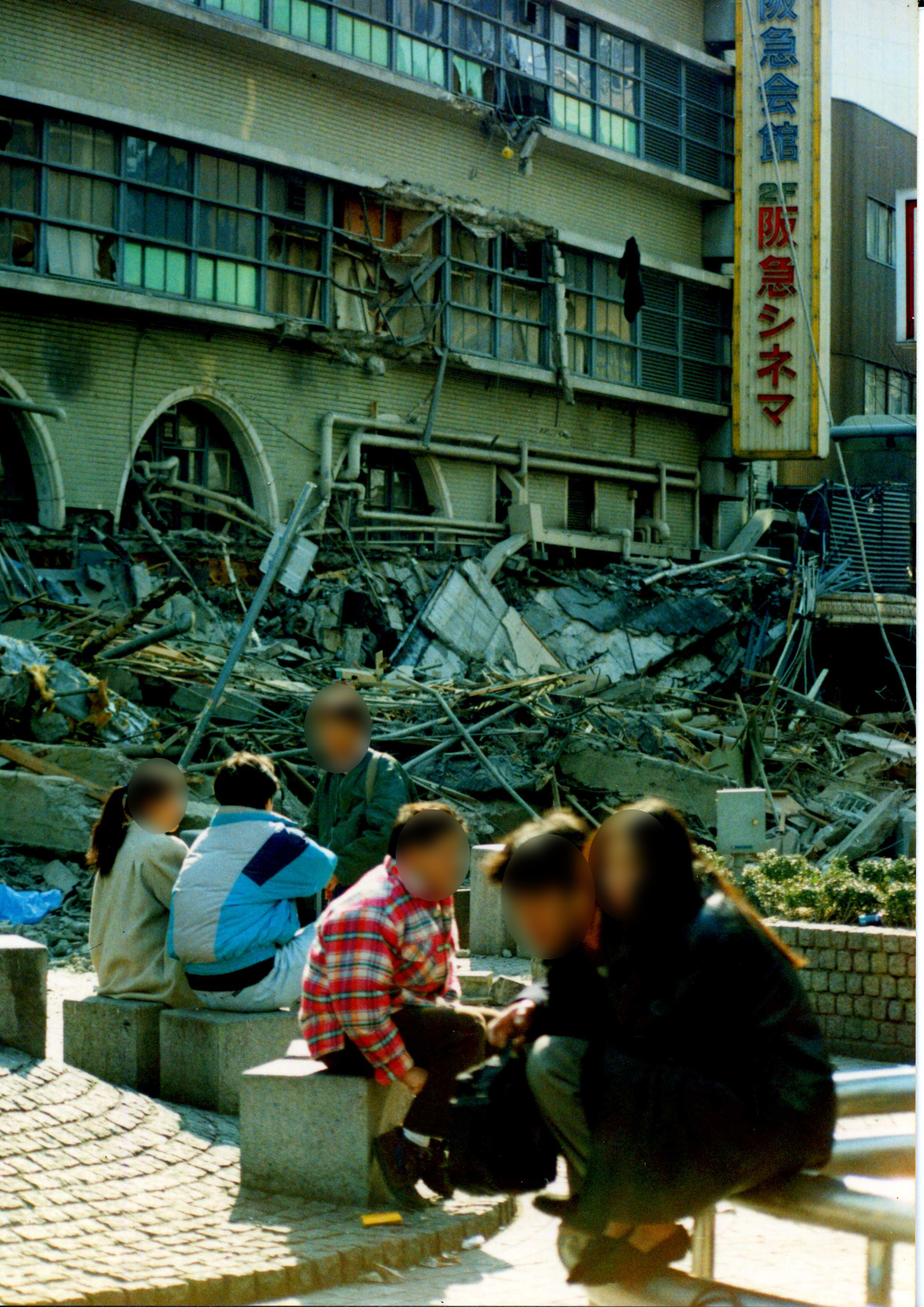
Schade in Sannomiya, Kobe

De schade van de aardbeving is onder te verdelen in primaire en secundaire schade.
De primaire schade was onder andere het instorten van 200.000 gebouwen, 1 kilometer van de Hanshin-snelweg, en de vernietiging van 120 van de kades in de haven van Kobe. Secundaire schade was het uitvallen van de elektriciteit. Naschokken van de aardbeving hielden nog enkele dagen aan, waardoor veel mensen bang waren terug naar huis te gaan. Gesprongen gasleidingen zorgden voor veel branden. Veel van de traditionele gebouwen in Kobe, die waren ontworpen om zware stormen te weerstaan, waren niet bestand tegen de aardbeving.
De schade aan snelwegen en spoorwegen zorgde dat de infrastructuur rond Kobe vrijwel geheel instortte. Na de aardbeving was nog maar 30% van de spoorwegen tussen Osaka en Kobe beschikbaar. Foto's van de ingestorte Hanshin-snelweg haalden wereldwijd de voorpagina's van de kranten. Veel mensen in Japan dachten namelijk dat de verhoogde snelweg veilig was voor aardbevingen.

## Reacties
Na de aardbeving verloren veel mensen en specialisten hun vertrouwen in technologie, waarschuwingssystemen en aardbevingsbestendige bouwtechnieken. De Japanse overheid werd fel bekritiseerd omdat ze niet adequaat genoeg zou hebben gehandeld, en aanvankelijk hulp uit het buitenland had geweigerd. De weinige buitenlanders die wel te hulp schoten, konden door de problemen met de taal vaak hun werk niet goed uitvoeren. Lokale ziekenhuizen hadden hun handen vol aan het helpen van de vele slachtoffers.

## Benefietwedstrijd
Op 30 augustus 1995 werd in Tokio een benefietwedstrijd gespeeld ten behoeve van de slachtoffers van de aardbeving in Kobe. Het voetbalduel ging tussen een Noord- en Zuid-Amerikaanse gelegenheidsformatie onder leiding van coaches Bora Milutinović (Joegoslavië) en Zico (Brazilië), en een team bestaande uit bekende profvoetballers uit de "rest van de wereld", dat vanaf de zijlijn werd gecoacht door Roy Hodgson (Engeland) en Pierre Littbarski (Duitsland). Het duel eindigde in een 5-1-overwinning voor "America XI" door doelpunten van Carlos Hermosillo (3), Ramón Medina Bello en Dunga. Namens het "wereldelftal" had Oleg Protasov de score geopend in de vierde minuut.

## Foto's

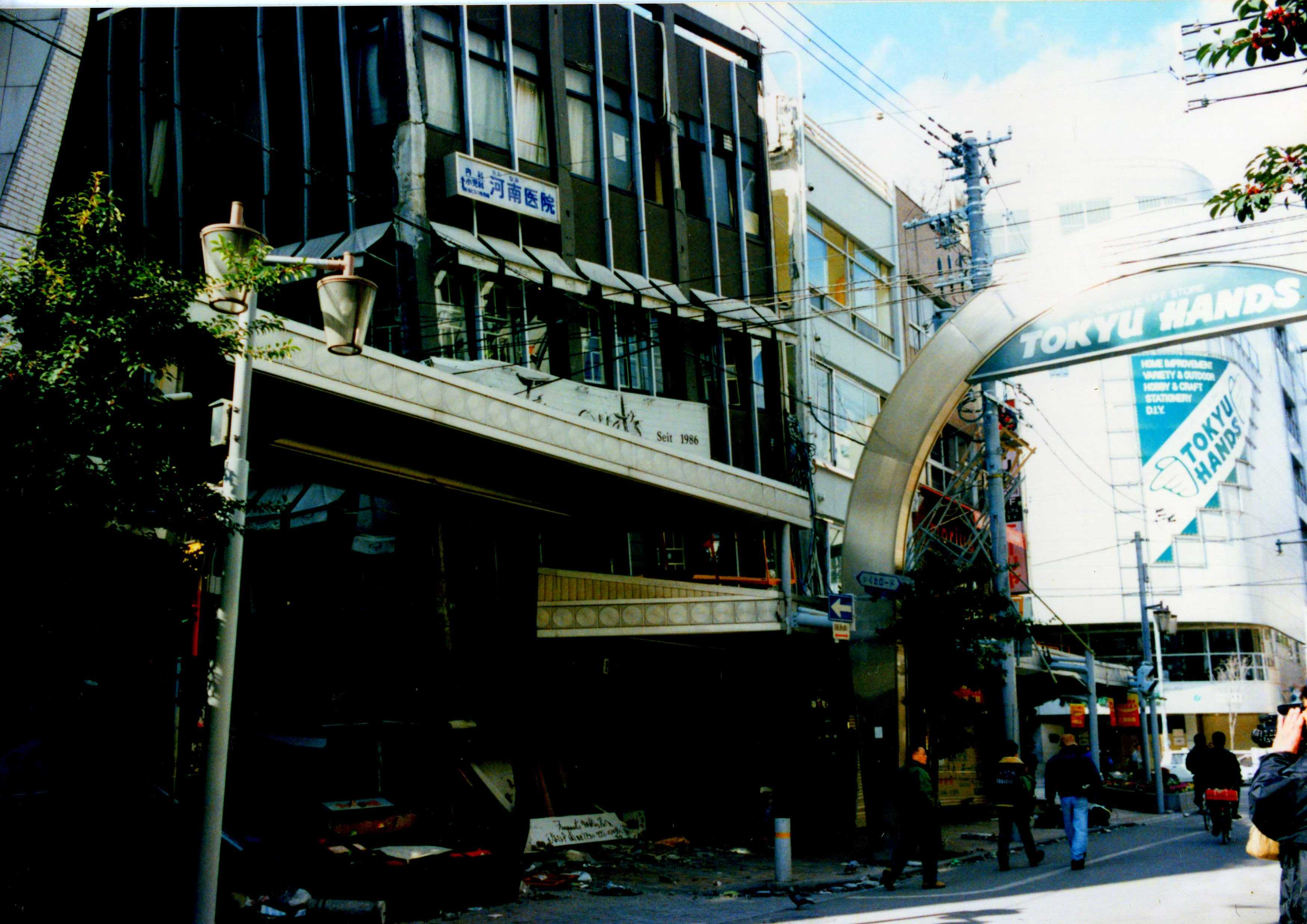
Voor de Ikutaweg, Tokyu Hands, Sannomiya
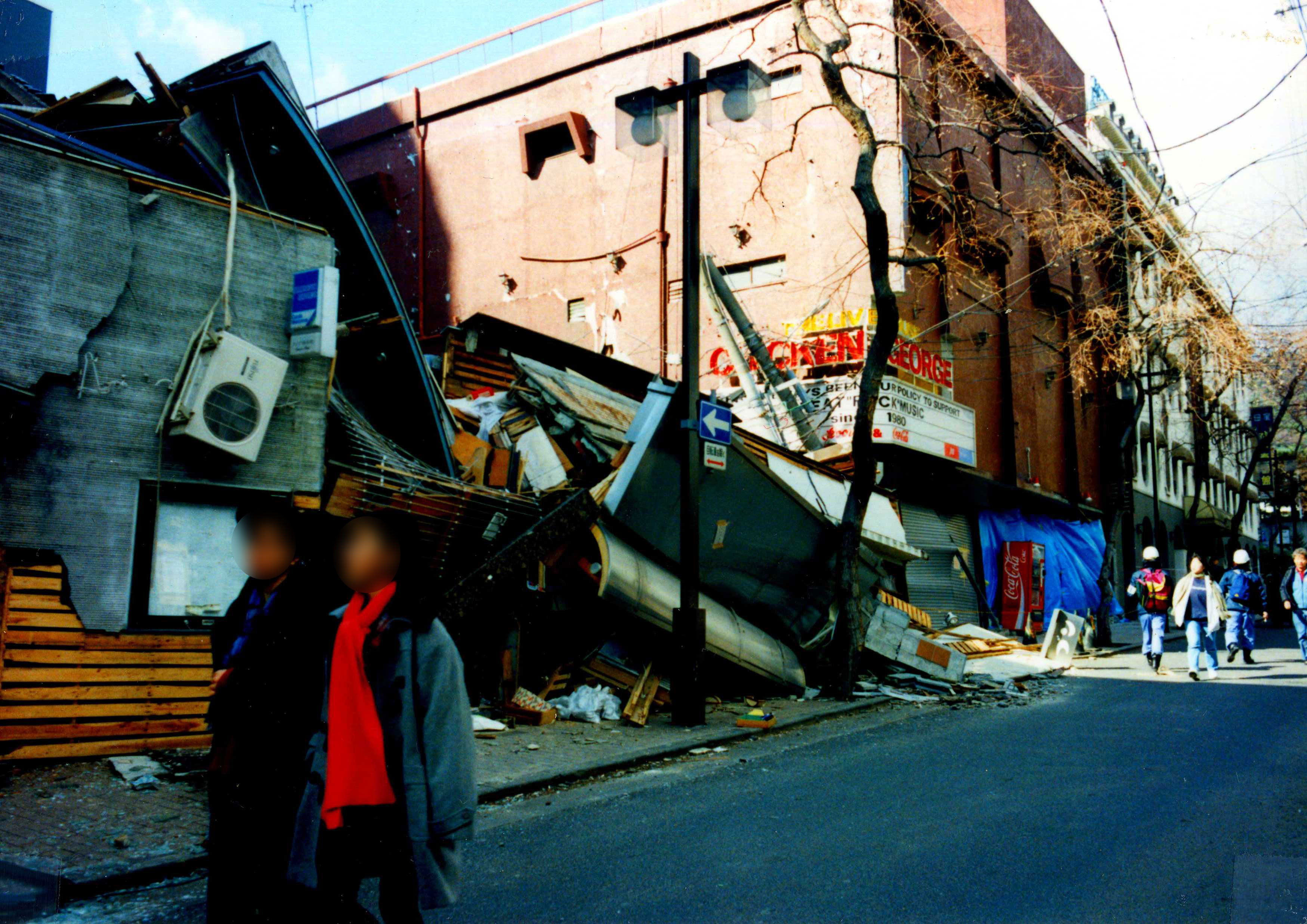
Chūō-ku, Kobe
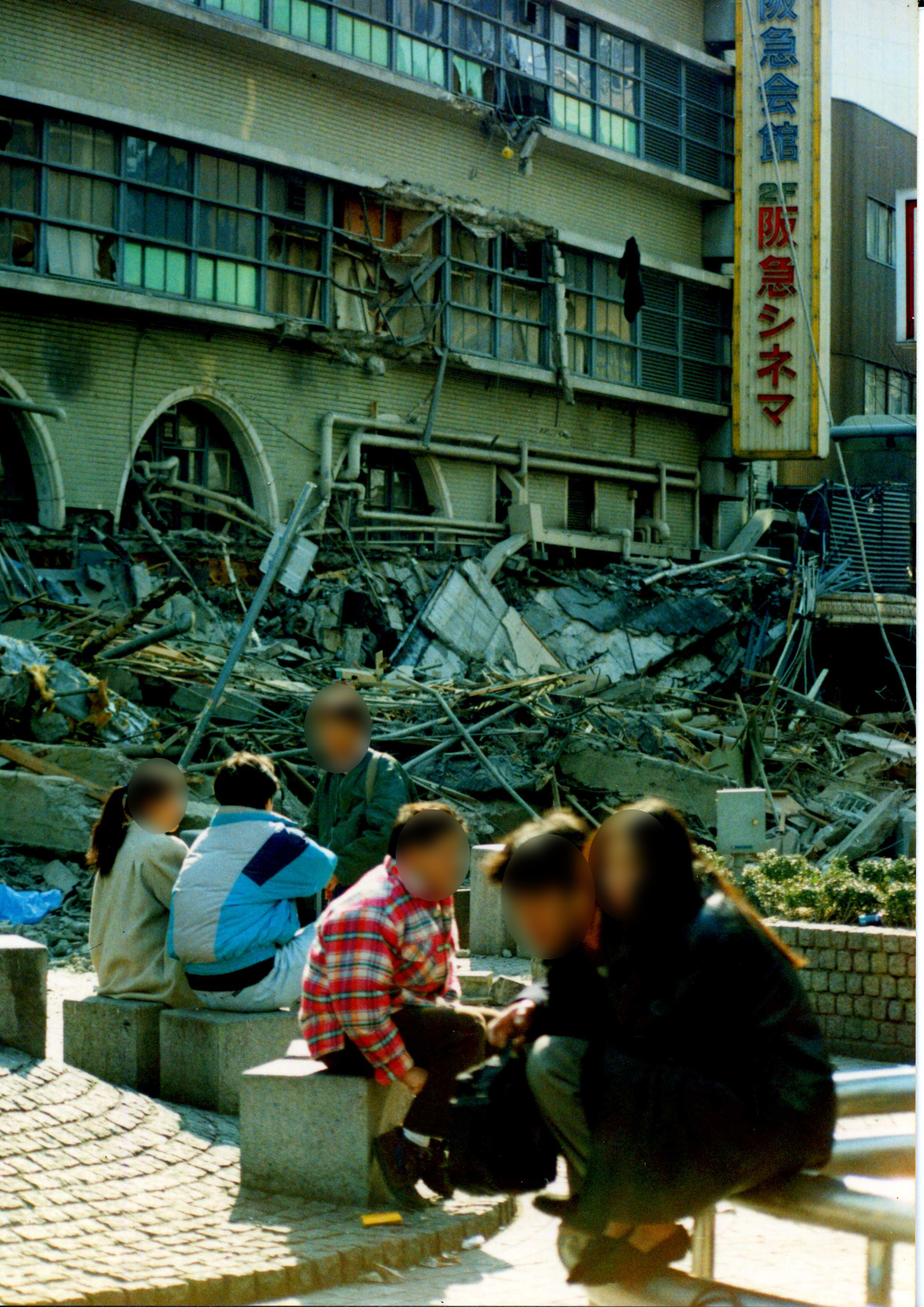
Spoorwegstation van Sannomiya aan de Hankyū-spoorweg
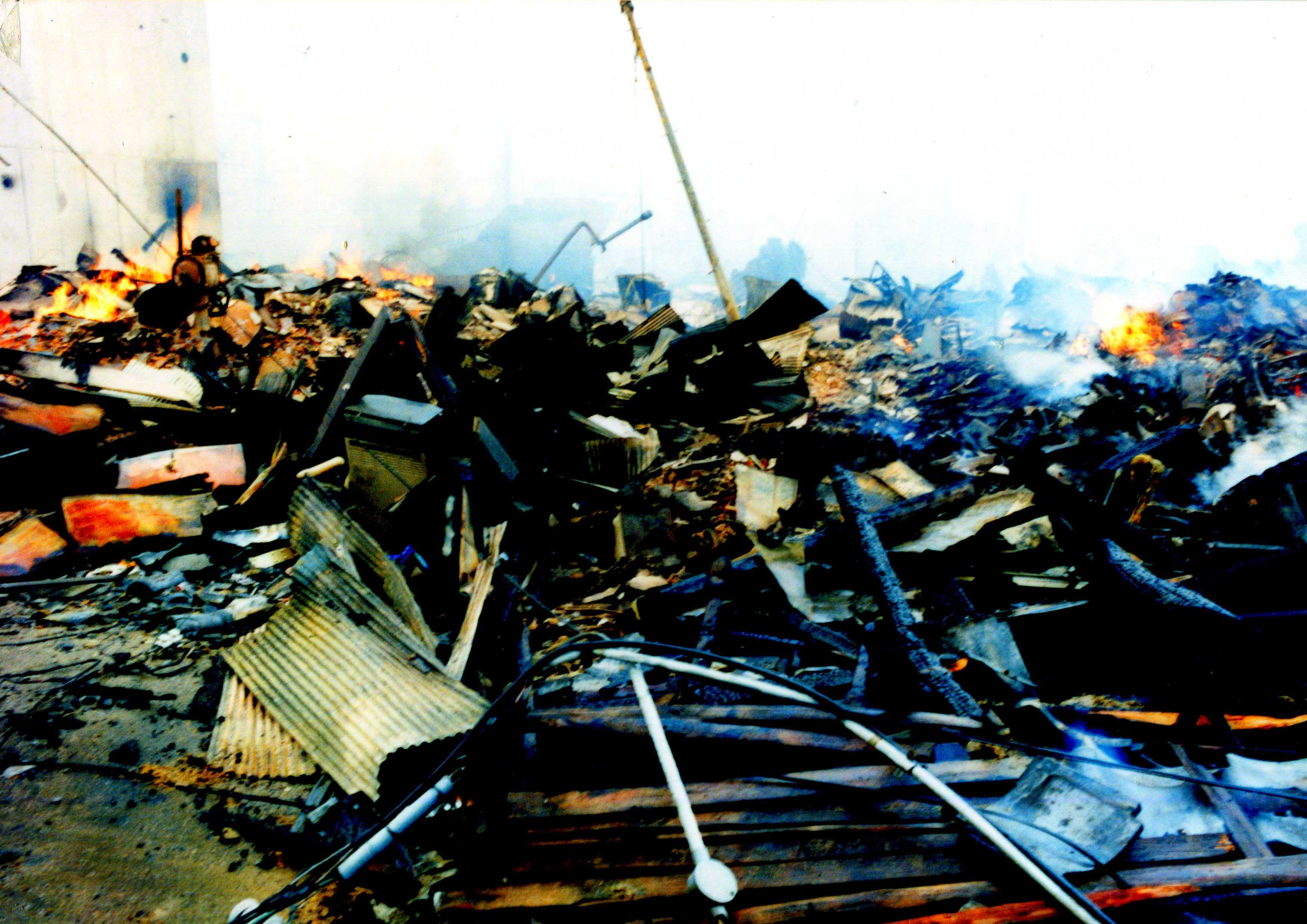
Dicht bebouwde woonwijk in Hyōgo-ku
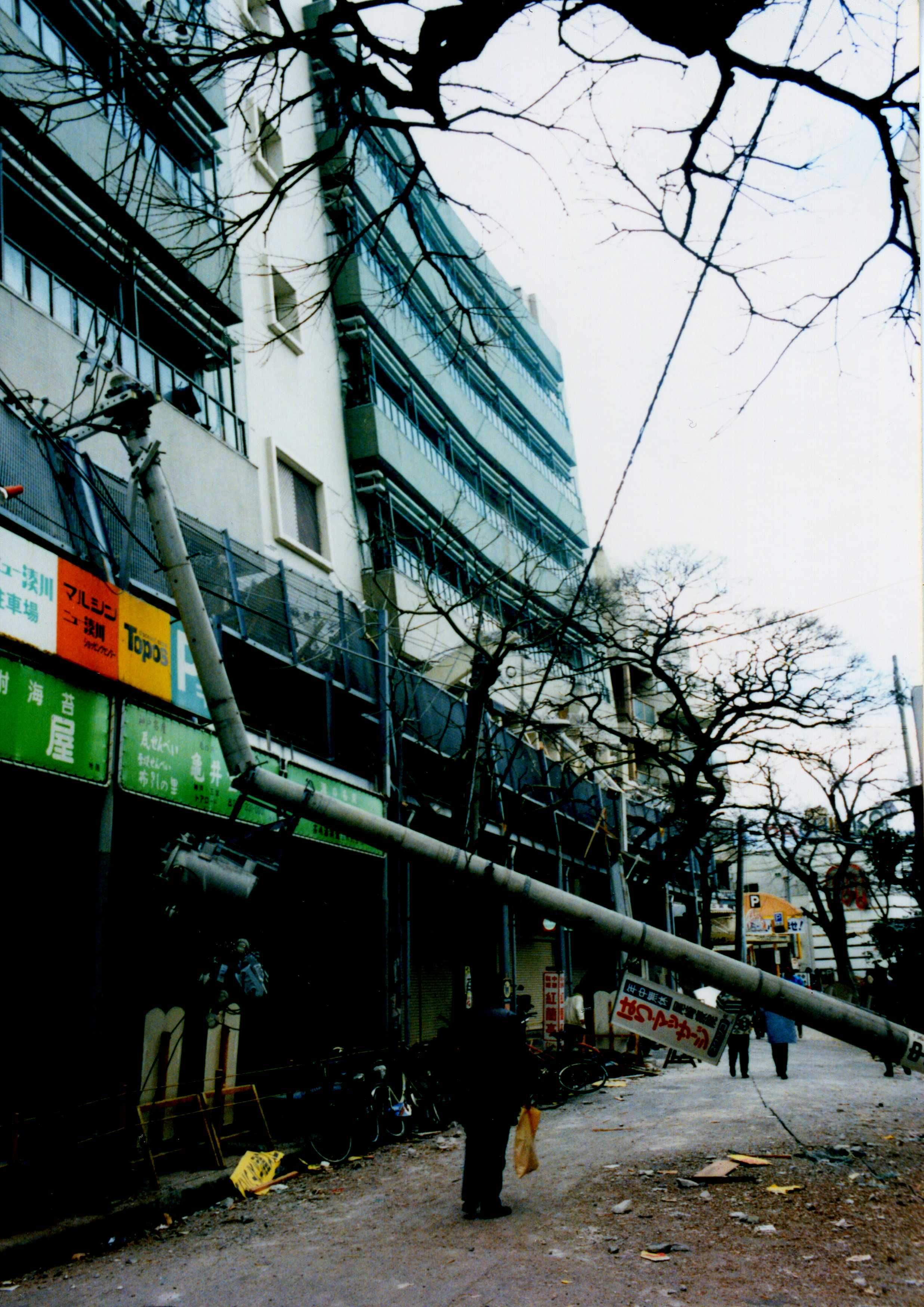
Voorkant van de Topos Minatogawa-chō
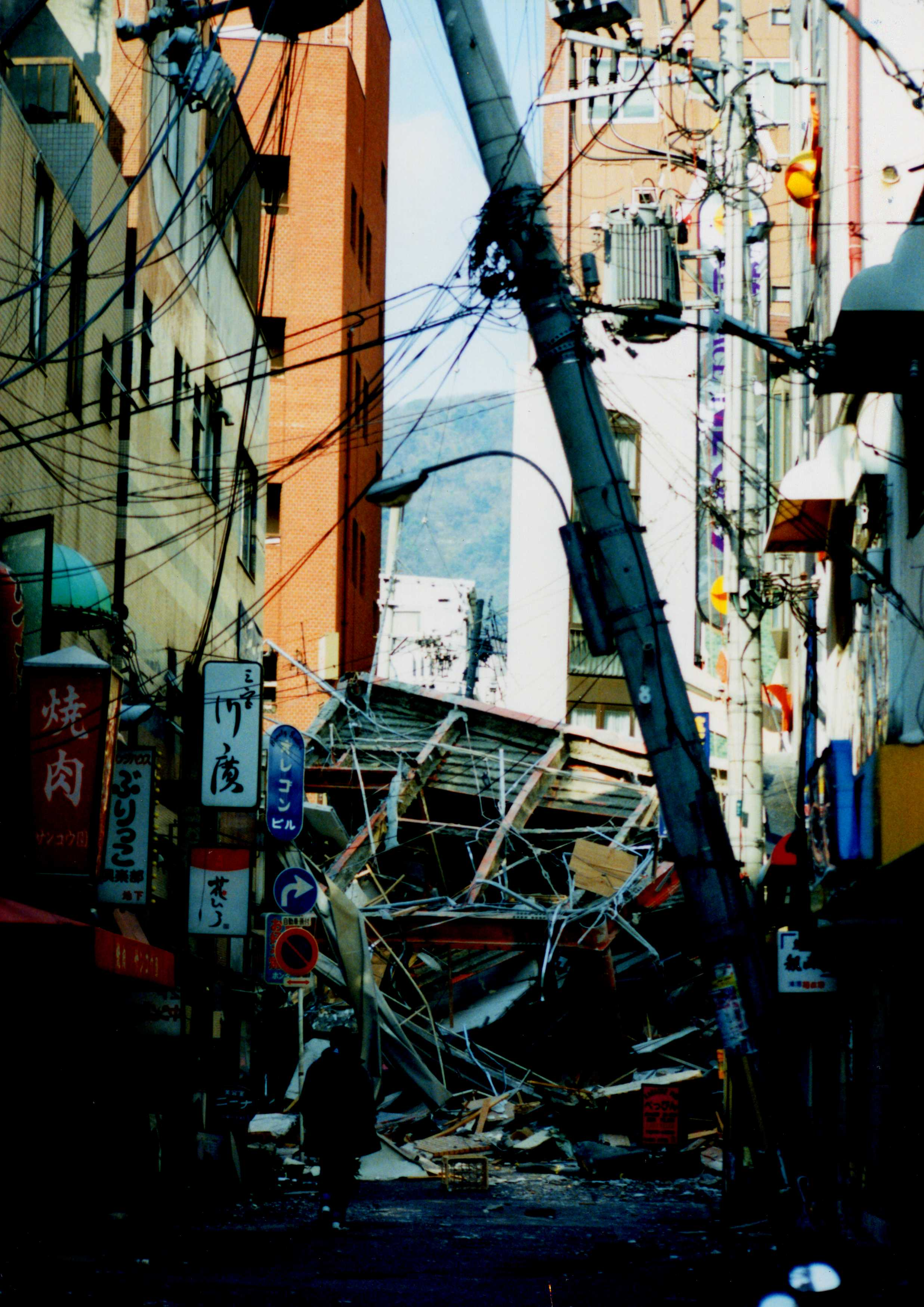
Higasi-mon Chūō-ku, Kobe
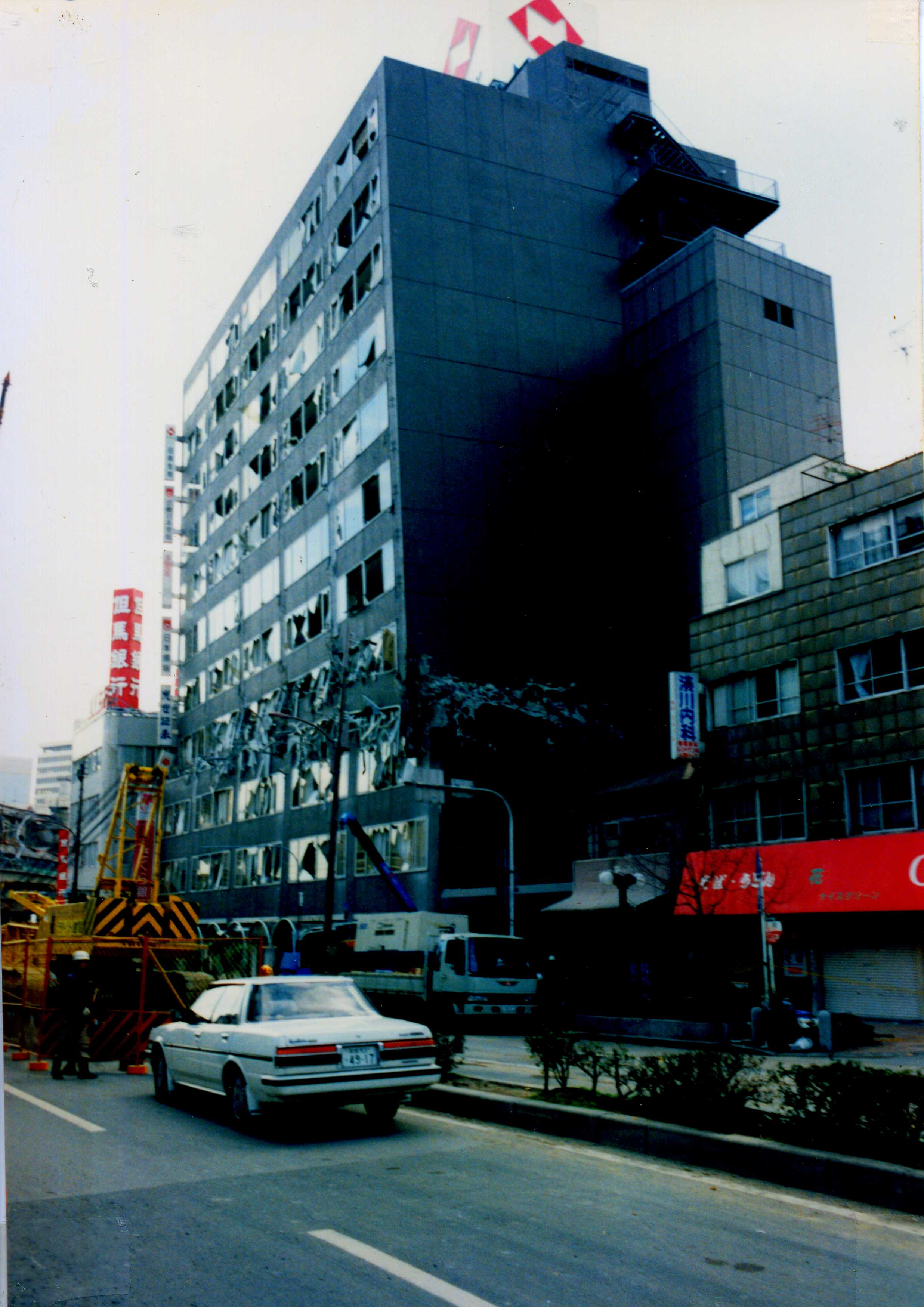
Chūō-ku, Kobe
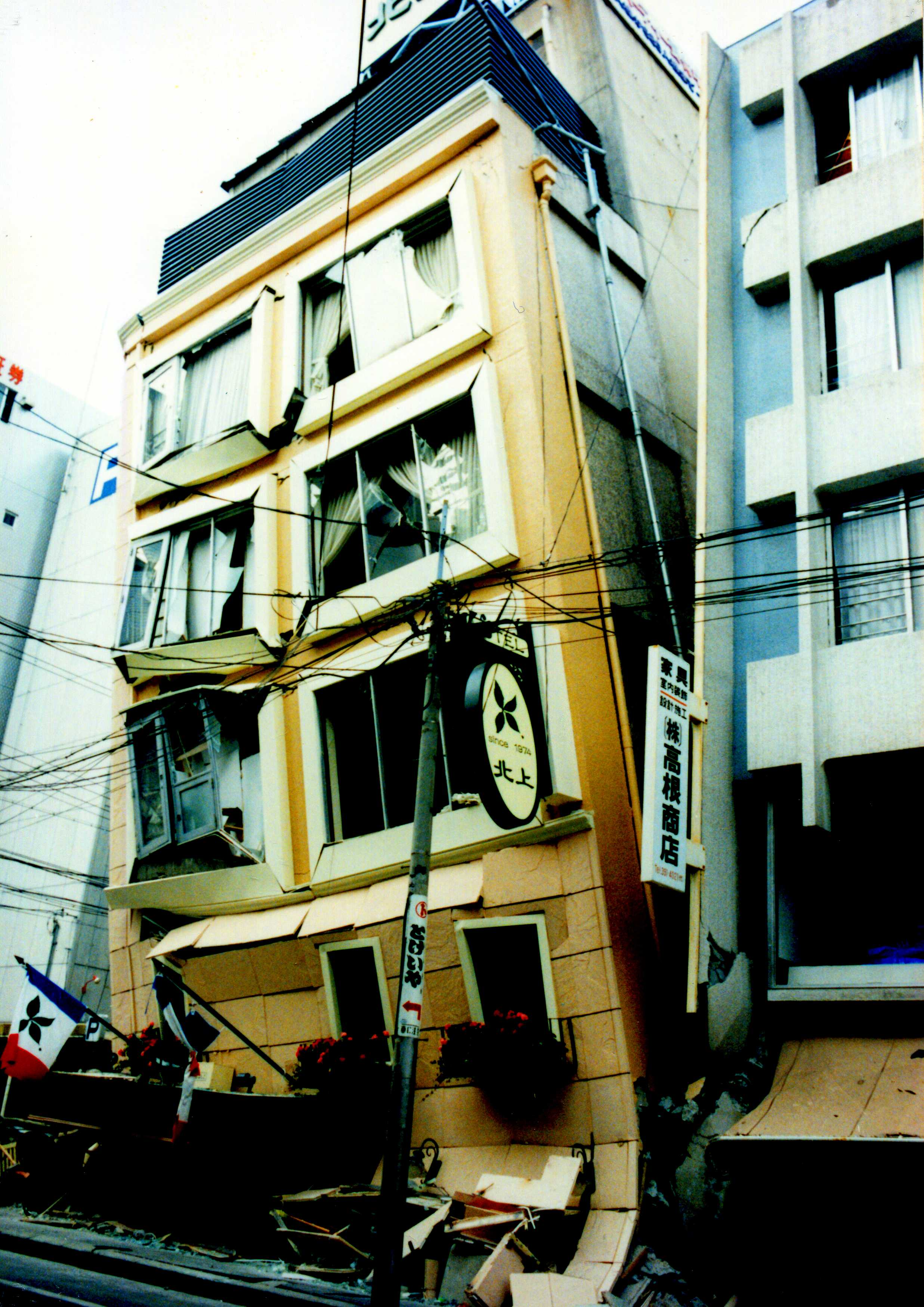
Chūō-ku, Kobe
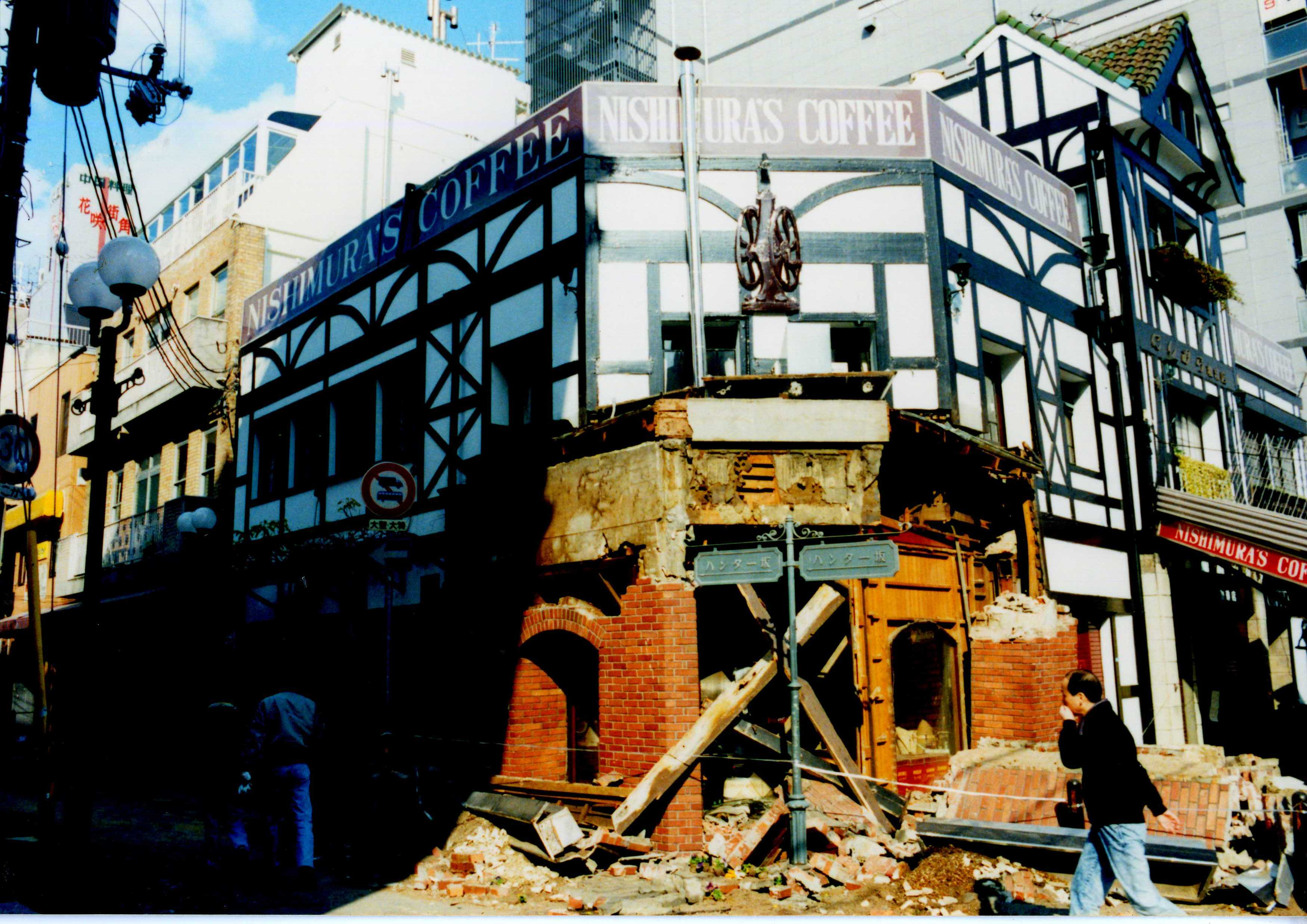
Nishimura Coffee
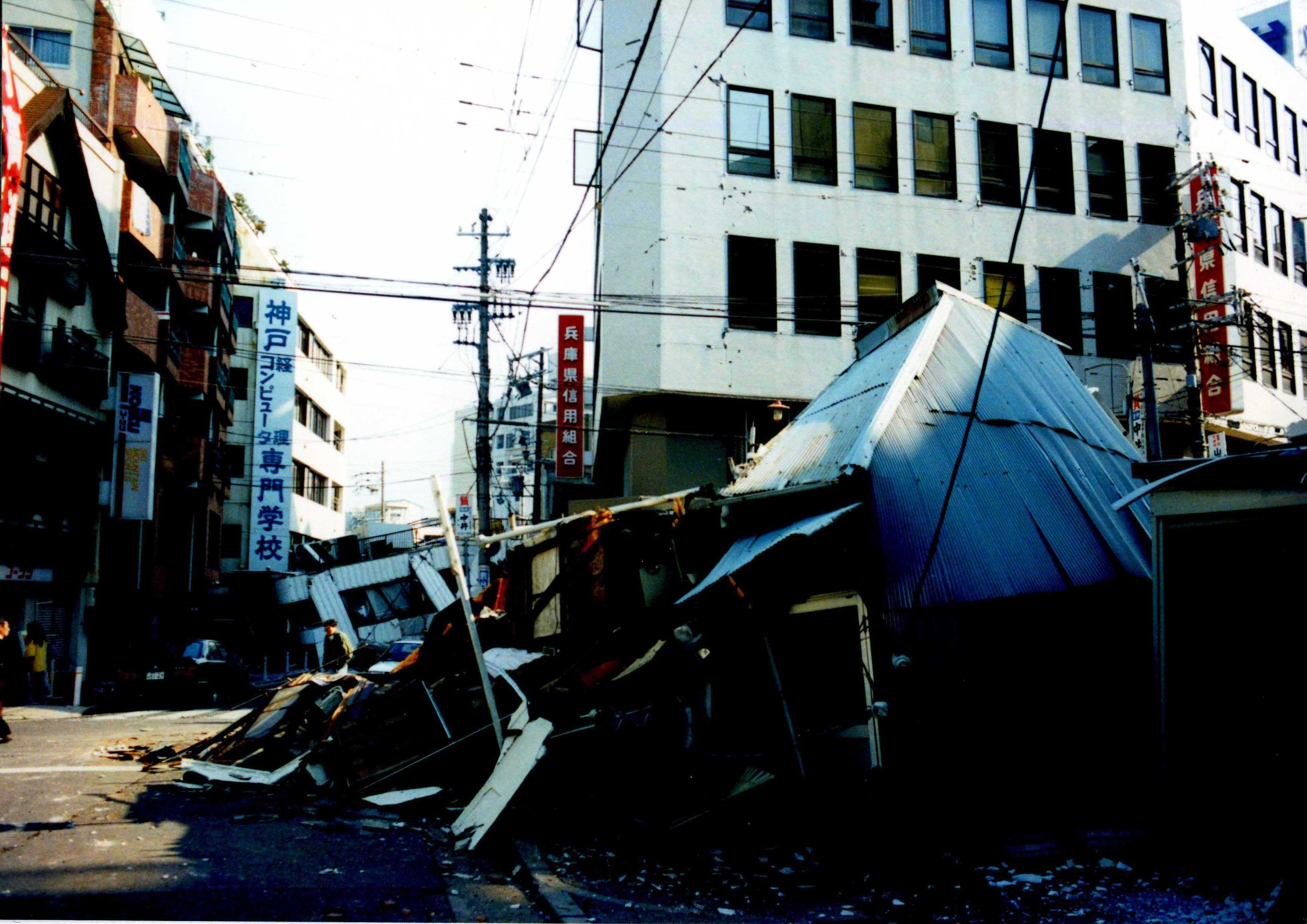
Kobe Keiri Computer Special Training College